# Фонтаци (Сијена)
Фонтаци је насеље у Италији у округу Сијена, региону Тоскана.
Према процени из 2011. у насељу је живело 38 становника. Насеље се налази на надморској висини од 314 м.